# Championnat de Yougoslavie de football 1998-1999
Navigation
Saison précédente Saison suivante
La saison 1998-1999 du Championnat de Yougoslavie de football est la soixante-dixième édition du championnat de première division en Yougoslavie. Les dix-huit meilleurs clubs du pays prennent part à la compétition et sont regroupées en une poule unique où chaque formation affronte deux fois ses adversaires. En fin de saison, pour permettre l'élargissement de la première division de 18 à 22 clubs la saison prochaine, aucun club n'est relégué et les quatre meilleurs clubs de deuxième division sont promues.
Du fait de l'occupation du pays par les forces de l'OTAN à partir du mois de mai 1999, le championnat n'a jamais pu aller jusqu'à son terme et a été arrêtée à la fin du mois de mars, après 24 journées. C'est le club leader du classement au moment de l'interruption, le FK Partizan Belgrade qui est déclaré champion au mois de juin. C'est le 16e titre de champion de Yougoslavie de l'histoire du club.

## Les clubs participants
| - Obilic Belgrade - FK Partizan Belgrade - FK Étoile rouge de Belgrade - Hajduk-Rodic MB Kula - FK Rad Belgrade - FK Radnicki Kragujevac - Promu de D2 - OFK Belgrade - Promu de D2 - Spartak Subotica - Promu de D2 - FC Smederevo - Promu de D2 | - FK Zeleznik Belgrade - FK Budućnost Podgorica - FK Vojvodina Novi Sad - FK Zemun - FC Pristina - Promu de D2 - Proleter Zrenjanin - FK Radnicki Nis - Promu de D2 - FK Mogren Budva - Promu de D2 - FK Milicionar Belgrade - Promu de D2 |

## Compétition

### Classement
Le barème de points utilisé pour établir le classement est le suivant :
- Victoire : 3 points
- Match nul : 1 point
- Défaite : 0 point

| Rang | Équipe                          | Pts | J  | G  | N | P  | Bp | Bc | Diff |
| ---- | ------------------------------- | --- | -- | -- | - | -- | -- | -- | ---- |
| 1    | FK Partizan Belgrade            | 66  | 24 | 21 | 3 | 0  | 59 | 11 | +48  |
| 2    | Obilic Belgrade (T)             | 64  | 24 | 20 | 4 | 0  | 61 | 9  | +52  |
| 3    | FK Étoile rouge de Belgrade (C) | 51  | 24 | 15 | 6 | 3  | 54 | 18 | +36  |
| 4    | FK Vojvodina Novi Sad           | 42  | 24 | 13 | 3 | 8  | 45 | 22 | +23  |
| 5    | FK Rad Belgrade                 | 40  | 24 | 17 | 7 | 6  | 26 | 26 | 0    |
| 6    | Proleter Zrenjanin              | 35  | 24 | 10 | 5 | 9  | 29 | 29 | 0    |
| 7    | Hajduk-Rodic MB Kula            | 32  | 24 | 9  | 5 | 10 | 27 | 28 | -1   |
| 8    | OFK Belgrade (P)                | 31  | 24 | 8  | 7 | 9  | 35 | 39 | -4   |
| 9    | FC Smederevo (P)                | 30  | 24 | 7  | 9 | 8  | 24 | 27 | -3   |
| 10   | FK Radnicki Kragujevac (P)      | 30  | 24 | 9  | 3 | 12 | 33 | 43 | -10  |
| 11   | FK Milicionar Belgrade (P)      | 29  | 24 | 8  | 5 | 11 | 39 | 39 | 0    |
| 12   | FK Zemun                        | 28  | 24 | 9  | 1 | 14 | 30 | 47 | -17  |
| 13   | FK Zeleznik Belgrade            | 26  | 24 | 7  | 5 | 12 | 29 | 43 | -14  |
| 14   | FK Budućnost Podgorica          | 26  | 24 | 7  | 5 | 12 | 28 | 42 | -14  |
| 15   | FK Mogren Budva (P)             | 26  | 24 | 4  | 8 | 12 | 18 | 42 | -24  |
| 16   | FK Radnicki Nis (P)             | 19  | 24 | 4  | 7 | 13 | 21 | 44 | -23  |
| 17   | FC Pristina (P)                 | 18  | 24 | 5  | 3 | 16 | 25 | 49 | -24  |
| 18   | Spartak Subotica (P)            | 18  | 24 | 6  | 0 | 18 | 33 | 58 | -25  |

|  | Qualification pour la Ligue des champions 1999-2000                                               |
|  | Qualification pour la Coupe UEFA 1999-2000                                                        |
|  | (T) : Tenant du titre (C) : Vainqueur de la Coupe de Yougoslavie (P) : Promu de deuxième division |

## Bilan de la saison
| Championnat de Yougoslavie de football 1998-1999                        |                                  |
| Champion                                                                | FK Partizan Belgrade (16e titre) |
| Coupes et trophées                                                      |                                  |
| Vainqueur de la Coupe de Yougoslavie 1998-1999                          | FK Étoile rouge de Belgrade      |
| Qualifications continentales                                            |                                  |
| Ligue des champions 1999-2000                                           | FK Partizan Belgrade             |
| Coupe UEFA 1999-2000                                                    | FK Étoile rouge de Belgrade      |
| Coupe UEFA 1999-2000                                                    | FK Vojvodina Novi Sad            |
| Promotions et relégations                                               |                                  |
| Promus en SuperLiga                                                     | FK Borac Cacak                   |
| Promus en SuperLiga                                                     | FK Čukarički                     |
| Promus en SuperLiga                                                     | FK Hajduk Belgrade               |
| Promus en SuperLiga                                                     | FK Sutjeska Niksic               |
| Relégués en Championnat de Yougoslavie de football de deuxième division | Aucun                            |